# Институт изучения глобального антисемитизма и политики
Институт изучения глобального антисемитизма и политики (англ. Institute for the Study of Global Antisemitism and Policy, сокр. ISGAP) — американская некоммерческая организация, проводящая академические исследования, семинары и конференции по изучению антисемитизма.
Председателем ISGAP является Натан Щаранский. Сопредседателями международного совета ISGAP выступали профессора Гарварда Алан Дершовиц и Рут Вайс. В исполнительный комитет Международного академического консультативного совета входили бывший министр юстиции Канады Ирвин Котлер и историк Ирвинг Абелла.

## История
ISGAP была основана в 2004 году Чарльзом Ашером Смоллом из Тель-Авивского университета как некоммерческая организация для проведения и поддержки академических исследований, семинаров и конференций по изучению антисемитизма.
В 2006 году Смолл и ISGAP основали Йельскую инициативу по междисциплинарному изучению антисемитизма (YIISA), первый университетский институт, занимающийся изучением антисемитизма в Северной Америке, в Йельском университете.
В августе 2020 года, ISGAP приостановил деятельность на 48 часов в знак солидарности с афроамериканцами в ходе протестов после убийства Джорджа Флойда.

## Деятельность
Одна из тематических программ ISGAP — двухнедельная конференция, на которой ученые разрабатывают курсы, посвященные различным аспектам антисемитизма. В 2019 году такое собрание проводилось более чем для 80 ученых со всего мира, в большинстве своём нееврейского происхождения, и прошло в Оксфордском университете в Англии.
В ноябре 2023 года ISGAP и Исследовательский институт сетевого заражения опубликовали исследование под названием «Растление американского сознания», где указано, что более 100 американских университетов получили за предыдущее десятилетие 13 миллиардов долларов нераскрытого иностранного финансирования из Катара и других авторитарных стран. Исследование показало, что в учебных заведениях, получающих такие недокументированные средства:
- проводилось примерно в два раза больше кампаний с целью заставить ученых замолчать;
- нетерпимость к высказываниям и подавление инакомыслия оказались сильнее;
- студенты сообщили о большей подверженности антисемитской и антисионистской риторике;
- сообщалось о повышенном уровне антисемитских инцидентов в кампусах;
- выше корреляция между антисемитскими инцидентами и подстрекательскими сигналами социальных сетей;
- связь недокументированного финансирования со студенческим антисемитизмом оказалась особенно сильной, когда донорами выступали ближневосточные режимы;
- в учреждениях, финансировавшихся ближневосточными донорами, отмечалось в среднем на 300% больше антисемитских инцидентов.